# Купхо (станция метро)
«Купхо» (кор. 사직역) — эстакадная станция Пусанского метро на Третьей линии. Она представлена двумя боковыми платформами. Станция обслуживается Пусанской транспортной корпорацией. Расположена в квартале Купхо-дон административного района Пукку города Пусан (Республика Корея). На станции установлены платформенные раздвижные двери.
Станция была открыта 28 ноября 2005 года.
Открытие станции было совмещено с открытием всей Третьей линии, длиной 18,3 км, и еще 16 станций.